# آرثر إل. اندروز
آرثر إل. اندروز (بالإنجليزية: Arthur L. Andrews)‏ هو عسكري أمريكي، ولد في 9 مارس 1934 في بوسطن في الولايات المتحدة، وتوفي في 26 أكتوبر 1996.